# أندري كاشيتشكين
أندري كاشيتشكين (بالقازاقية: Андей Кашечкин) مواليد 21 مارس 1980 في كيزيلوردا، الاتحاد السوفيتي، هو دراج كازاخستاني في صنف سباق الدراجات على الطريق. شارك في دورة الألعاب الأولمبية الصيفية.

## سجل النتائج

### سباقات أو مراحل فاز بها
- طواف إسبانيا

### المراكز
- حقق المركز الأول في طواف بلغاريا 2012
- حقق المركز الأول في طواف لوكسمبورغ 2003

## وصلات خارجية
- الموقع الرسمي

## روابط خارجية
- أندري كاشيتشكين على موقع الاتحاد الدولي للدراجات (الإنجليزية)
- أندري كاشيتشكين على موقع أرشيف الدراجات (الإنجليزية)
- أندري كاشيتشكين على موقع إحصائيات الدراجات الإحترافية (الإنجليزية)
- أندري كاشيتشكين على موقع نسبة الدراجات (الإنجليزية)
- أندري كاشيتشكين على موقع CycleBase (الإنجليزية)
- أندري كاشيتشكين على موقع أوليمبيديا (الإنجليزية)